# Одрижинська сільська рада
Одрижинська сільська́ ра́да (біл. Адрыжынскі сельсавет) — адміністративно-територіальна одиниця у складі Іванівського району Берестейської області Білорусі. Адміністративний центр — село Одрижин.

## Склад
Населені пункти, що підпорядковувалися сільській раді станом на 2009 рік:
| Населений пункт | Тип  | Населення, осіб (2009) |
| --------------- | ---- | ---------------------- |
| Баландичі       | село | 240                    |
| Вівневе         | село | 105                    |
| Власовці        | село | 83                     |
| Залядиння       | село | 196                    |
| Корсинь         | село | 96                     |
| Одрижин         | село | 700                    |
| Опадище         | село | 89                     |
| Подище          | село | 150                    |
| Смольники       | село | 115                    |
| Стромець        | село | 45                     |

## Населення
За переписом населення Білорусі 2009 року чисельність населення сільської ради становила 1819 осіб.

### Національність
Розподіл населення за рідною національністю за даними перепису 2009 року:
| Національність            | Осіб | Відсоток |
| ------------------------- | ---- | -------- |
| білоруси                  | 1776 | 97,64 %  |
| українці                  | 32   | 1,76 %   |
| росіяни                   | 10   | 0,55 %   |
| національність не вказана | 1    | 0,05 %   |
| Разом                     | 1819 | 100 %    |